# Премія Карла Цайса
Пре́мія Ка́рла Ца́йса (нім. Carl-Zeiss-Forschungspreis, з 2016 року англ. ZEISS Research Award) — нагорода, яку присуджують за видатні дослідження в галузі оптики. Назву отримала на честь німецького інженера і виробника оптики Карла Цайса.
Вручалась Фондом Ернста Аббе раз на два роки з 1990 до 2013, її вручення чергувалось із врученням нагороди на честь Отто Шотта (нім. Otto-Schott-Forschungspreis) за особливі досягнення у дослідженні скла. 
У 1992 році Фонд Ернста Аббе виокремився з Фонду Карла Цайса але назва премії збереглась. Розмір винагороди становив 25000 євро. 
З 2016 року премія вручається компанією Carl Zeiss AG. Розмір премії зріс до 40000 євро. 
Серед нагороджених є чотири лауреати Нобелівської премії.

## Лауреати премії
| Рік  | Лауреат                         | Обґрунтування нагороди |
| ---- | ------------------------------- | --- |
| 1990 | Філіпп Гранжіє                  | «За внесок у вивчення квантово-механічної природи світла» Оригінальний текст (англ.) [«earned his stripes with his contributions to the quantum mechanical nature of light. His work on non-traditional fields of light points the way to new applications in the field of optical communications and optical precision measurements»] Помилка: [undefined] Помилка: {{Lang}}: немає тексту (допомога): не вказано код мови (допомога) |
| 1990 | James R. Taylor                 | «За праці у галузі лазерів, де він домігся значних успіхів у генеруванні та застосуванні надкоротких світлових імпульсів» Оригінальний текст (англ.) [«For his work in the field of lasers, where he achieved major advances in the generation and application of ultrashort light pulses»] Помилка: [undefined] Помилка: {{Lang}}: немає тексту (допомога): не вказано код мови (допомога) |
| 1990 | Norbert Streibl                 | «Був ключовим гравцем у розвитку теорії тривимірного зображення об'єктів та втілював її в алгоритми, які, як виявилося, зіграли велику роль в таких областях, як мікроскопія» Оригінальний текст (англ.) [«Was a key player in advancing the theory of the 3D imaging of objects and transcribed them into algorithms that have proven to be of major significance in fields such as microscopy»] Помилка: [undefined] Помилка: {{Lang}}: немає тексту (допомога): не вказано код мови (допомога) |
| 1992 | Ахмед Хассан Зевейл             | «завдяки ідеальному поєднанню найсучасніших молекулярно-променевих технологій та надшвидкої лазерної спектроскопії зробив можливим безпосередньо спостерігати за процесом хімічних реакцій на окремих молекулах і таким чином отримувати прямий доступ до динаміки хімічних реакцій з максимальною роздільною здатністю як у просторі, так і в часі» Оригінальний текст (англ.) [«made it possible to directly view the process of chemical reactions on individual molecules, and thus gain direct access to the dynamics of chemical reactions, with maximum resolution in both space and time through the perfect combination of state-of-the-art molecule-beam technology and ultra-fast laser spectroscopy »] Помилка: [undefined] Помилка: {{Lang}}: немає тексту (допомога): не вказано код мови (допомога) |
| 1992 | Ямамото Йошіхіса                | « За новаторську роботу над процесами випромінювання в мікрорезонаторах та генерування нетрадиційного випромінювання, що має принципове значення для зв'язку з використанням лазерного випромінювання» Оригінальний текст (англ.) [«For his pioneering work on radiation processes in micro-resonators and the generation of non-traditional radiation which is of fundamental importance for communication with laser light»] Помилка: [undefined] Помилка: {{Lang}}: немає тексту (допомога): не вказано код мови (допомога) |
| 1994 | Heinrich Bräuninger             | «На основі його попередньої роботи у ROSAT у 1973 році, що мала на меті зменшення шорсткості рентгенівських дзеркал, було досягнуто значень мікрошорсткості у 0,25 нм. На цій базі компанія „Carl Zeiss“ поступово вдосконалювала технологію полірування. Систематичні дослідження рентгенівських променів були доповнені теоретичними роботами» Оригінальний текст (англ.) [«his preliminary work on ROSAT in 1973, which aimed to reduce the micro-roughness of X-ray mirrors. On this basis, micro-roughness of 0.25 nm was achieved in a multi-year iterative program during which Carl Zeiss gradually improved polishing technology. These systematic examinations of X-rays have been supplemented with theoretical work»] Помилка: [undefined] Помилка: {{Lang}}: немає тексту (допомога): не вказано код мови (допомога) |
| 1994 | Bernd Aschenbach                | «За розроблені гнучкі програми трасування променів для дзеркал, які деформуються в результаті тепломеханічних процесів і зазнають втрат на відбиття внаслідок хімічного забруднення. Це дозволило точно передбачити рентгенівсько-оптичну якість дзеркала ROSAT. Крім того, він розробив техніку складання параболічних та гіперболічних дзеркал, яка дозволила досягти максимальної компенсації дзеркальних похибок, що виникають у результаті виробництва» Оригінальний текст (англ.) [«developed flexible beam-tracing programs for real mirrors, which are deformed by way of thermal-mechanical processes and are subject to reflection losses due to chemical contamination. This enabled the precise prediction of the X-ray-optical quality of the ROSAT mirror. Furthermore, he developed a technique for the assembly of parabolic and hyperbolic mirrors, which enabled maximum compensation of the mirror errors resulting from production to be achieved »] Помилка: [undefined] Помилка: {{Lang}}: немає тексту (допомога): не вказано код мови (допомога)     |
| 1996 | Ерік Корнелл                    | «Розглядав Бозе-Ейнштейнівський конденсат атомів, що є ключовим наслідком квантової теорії, у всеосяжному експерименті. Оптика тут відіграла ключову роль: використовуючи лазерне світло, можна було охолодити атоми до необхідної низької абсолютної температури у 100 нанокельвінів. Цей експеримент дав змогу дослідити давно передбачений стан речовини» Оригінальний текст (англ.) [« reviewed the Bose-Einstein condensate of atoms, a key consequence of the quantum theory, in a comprehensive experiment. The optics played a key role: using laser light, it was possible to cool the atoms to the required low temperature of 100 nanokelvins above absolute zero. This experiment made it possible to examine a long-predicted state of matter»] Помилка: [undefined] Помилка: {{Lang}}: немає тексту (допомога): не вказано код мови (допомога) |
| 1996 | Дітер Поль                      | «Продемонстрував, що можна побудувати світловий мікроскоп, що не використовує лінзи, а транспортує світло до зразка за допомогою тонкого зонда. Таким способом, границя роздільної здатності мікроскопа, яка понад 100 років вважалася нездоланною, була пнижена щонайменше на один порядок величини: сьогодні відповідні мікроскопи ближнього поля зазвичай працюють з роздільною здатністю 100 нм. Також можливою є роздільна здатність 10 нм, і навіть можна досягнути 1 нм» Оригінальний текст (англ.) [«demonstrated that it is possible to build a light microscope that does not use lenses, but transports light to the specimen via a fine probe. In this way, the resolution limit of the microscope, which was considered insurmountable for more than 100 years, was lowered by at least one order of magnitude: today, corresponding near-field microscopes typically work with a resolution of 100 nm. 10 nm is also possible, and even 1 nm can be achieved»] Помилка: [undefined] Помилка: {{Lang}}: немає тексту (допомога): не вказано код мови (допомога) |
| 1998 | Урсула Келлер                   | «За новаторську роботу з генерування потужних ультракоротких лазерних імпульсів із використанням твердотільних лазерів» Оригінальний текст (англ.) [«For her pioneering work on the generation of high-power, ultrashort laser pulses using solid state lasers»] Помилка: [undefined] Помилка: {{Lang}}: немає тексту (допомога): не вказано код мови (допомога) |
| 1998 | Ференц Краус                    | «За новаторську роботу з генерування ультракоротких лазерних імпульсів за допомогою дисперсійних діелектричних дзеркал» Оригінальний текст (англ.) [«For his groundbreaking work on the generation of ultrashort laser pulses using dispersive dielectric mirrors»] Помилка: [undefined] Помилка: {{Lang}}: немає тексту (допомога): не вказано код мови (допомога) |
| 2000 | Ursula Schmidt-Erfurth          | «За розробку основних принципів фотодинамічної терапії ока» Оригінальний текст (англ.) [«For the development of basic principles of photodynamic therapy on the eye»] Помилка: [undefined] Помилка: {{Lang}}: немає тексту (допомога): не вказано код мови (допомога) |
| 2000 | Накамура Сюдзі                  | «За розробку блакитних світлодіодів високої яскравості та лазерних діодів» Оригінальний текст (англ.) [«For the development of high-brightness, blue light-emitting and laser diodes»] Помилка: [undefined] Помилка: {{Lang}}: немає тексту (допомога): не вказано код мови (допомога) |
| 2002 | Штефан Гелль                    | «За новаторські досягнення у фундаментальних дослідженнях та застосуванні мікроскопії з високою роздільною здатністю» Оригінальний текст (англ.) [«For his pioneering achievements in basic research and applications for high-resolution microscopy»] Помилка: [undefined] Помилка: {{Lang}}: немає тексту (допомога): не вказано код мови (допомога) |
| 2004 | Mark Kasevich                   | «За наукову роботу в галузі прецизійних атомних інтерферометрів» Оригінальний текст (англ.) [«For his research work on precision atom interferometers»] Помилка: [undefined] Помилка: {{Lang}}: немає тексту (допомога): не вказано код мови (допомога) |
| 2006 | Курт Буш                        | "За внесок у теорію поширення світла в структурованих матеріалах " Оригінальний текст (англ.) [«contribution to the Theory of Light Propagation in Structured Materials »] Помилка: [undefined] Помилка: {{Lang}}: немає тексту (допомога): не вказано код мови (допомога) |
| 2006 | Мартін Вегенер                  | "За експериментальні підходи, що значно розширили можливості виготовлення тривимірних фотонних кристалів " Оригінальний текст (англ.) [«experimental approaches considerably enhanced the possibilities of manufacturing 3D photonic crystals»] Помилка: [undefined] Помилка: {{Lang}}: немає тексту (допомога): не вказано код мови (допомога) |
| 2007 | Jun Ye                          | «Розвинув новаторські дослідження Теодора В. Генша та Джона Л. Голла щодо вимірювання частот і зробив його придатним для нових застосувань. Окрім розробки оптичних годинників, сюди входять нові спектроскопічні методи та надшвидкі точні лазери» Оригінальний текст (англ.) [«has developed the pioneering research of Theodor W. Hänsch and John L. Hall on the measurement of frequencies and made it usable for new applications. In addition to the development of optical clocks, these include new spectroscopic techniques and ultra-fast precision lasers»] Помилка: [undefined] Помилка: {{Lang}}: немає тексту (допомога): не вказано код мови (допомога) |
| 2009 | Хуан Іґнасіо Сірак Райнер Блатт | «За їхні революційні експериментальні та теоретичні роботи в галузі квантової інформації, а також за концепції та ідеї, які вони розвинули в квантовій оптиці» Оригінальний текст (англ.) [«For their revolutionary experimental and theoretical work in the field of quantum information, and for the concepts and ideas they developed in quantum optics»] Помилка: [undefined] Помилка: {{Lang}}: немає тексту (допомога): не вказано код мови (допомога) |
| 2011 | James G. Fujimoto               | «За розробку оптичної когерентної томографії» Оригінальний текст (англ.) [«honored on behalf of his team and external research partners for the development of optical coherence tomography (OCT)»] Помилка: [undefined] Помилка: {{Lang}}: немає тексту (допомога): не вказано код мови (допомога) |
| 2013 | Анн Л'Юйє                       | «За її новаторську роботу в галузі генерування високих гармонік» Оригінальний текст (англ.) [«For her pioneering work in the field of high harmonic generation»] Помилка: [undefined] Помилка: {{Lang}}: немає тексту (допомога): не вказано код мови (допомога) |
| 2016 | Федор Желєзко Йорг Врахтруп     | «За їх видатну роботу над квантовою технологією з оптично адресними спінами в алмазі» Оригінальний текст (англ.) [«For their outstanding work on quantum technology with optically addressable spins in diamond»] Помилка: [undefined] Помилка: {{Lang}}: немає тексту (допомога): не вказано код мови (допомога) |
| 2018 | Тобіас Кіппенберг               | «За новаторство в галузі оптомеханіки резонаторів та мікрорезонаторів на основі оптичних частотних гребінців. Його дослідження продемонстрували, що, використовуючи мікрорезонатори, які можуть утримувати світло в надзвичайно малому просторі і направляти його, слабкі сили від світлових променів, можна використовувати для вимірювання та заспокоєння механічних рухів у квантовому режимі» Оригінальний текст (англ.) [pioneer in the field of resonator optomechanics and microresonator-based optical frequency combs. His research has demonstrated that, by using microresonators – which can confine light in an extremely small space and guide it – the faint forces exerted by light rays can be used to measure and cool mechanical movements in the quantum regime] Помилка: [undefined] Помилка: {{Lang}}: немає тексту (допомога): не вказано код мови (допомога) |
| 2018 | Жан-П'єр Вольф                  | «За новаторську роботу у галузі використання надкоротких, надінтенсивних лазерних імпульсів при дослідженні земної атмосфери. Його дослідження дозволили дізнатись більше про забруднювачі в земній атмосфері та потенційно контролювати блискавку й конденсацію в хмарах» Оригінальний текст (англ.) [was honored for this groundbreaking application of ultra-short, ultra-intense laser pulses in researching the earth’s atmosphere. His research makes it possible to find out more about pollutants in the earth’s atmosphere and potentially control lightning and condensation in clouds] Помилка: [undefined] Помилка: {{Lang}}: немає тексту (допомога): не вказано код мови (допомога) |
| 2020 | Пан Цзянвей                     | «Одним з найвидатніших результатів досліджень лауреата є розподіл заплутаних фотонів на відстані 1200 км, що є на сьогоднішній день найбільшою відстанню, яку коли-небудь було досягнуто. Він досяг цього, використовуючи джерело світла, яке встановлено на супутнику і випромінює заплутані фотони. Крім того, він також суттєво сприяв розвитку оптичних квантових обчислень» Оригінальний текст (англ.) [One of the most remarkable results of Jian-Wei Pan's research is the distribution of entangled photons over a distance of 1,200 km, by far the longest distance ever reached. He achieved this using a light source that is installed on a satellite and emits entangled photons. In addition, Jian-Wei Pan has also contributed significantly to the development of optical quantum computing] Помилка: [undefined] Помилка: {{Lang}}: немає тексту (допомога): не вказано код мови (допомога) |